# حامل اللقب (فلم)
حامل اللقب هو فيلم كوميدي مصري صدر سنة 2022، من إخراج هشام فتحي، وبطولة هشام ماجد، ودينا الشربيني، ومحمد سلام، وليلى عز العرب.

## نبذه
تدور الأحداث حول حياة (يحيى) لاعب كرة القدم وزوجته (مسك) التي تعمل طبيبة أمراض النساء، ويسعى الزوجين لسنين عديدة لإنجاب طفل، ولكنهما يفاجئا بحدوث الأمر في الوقت الغير مناسب، ويتعرضا للكثير من المواقف الكوميدية.

## طاقم العمل
- هشام ماجد بدور يحيى لاعب كرة قدم
- دينا الشربيني بدور مسك - طبيبة
- محمد سلام بدور مدير أعمال يحيى
- ليلى عز العرب بدور والدة مسك
- احمد فتحي بدور مدرب فريق كرة القدم

## وصلات خارجية
- مقالات تستعمل روابط فنية بلا صلة مع ويكي بيانات